# Johann Justus Merck

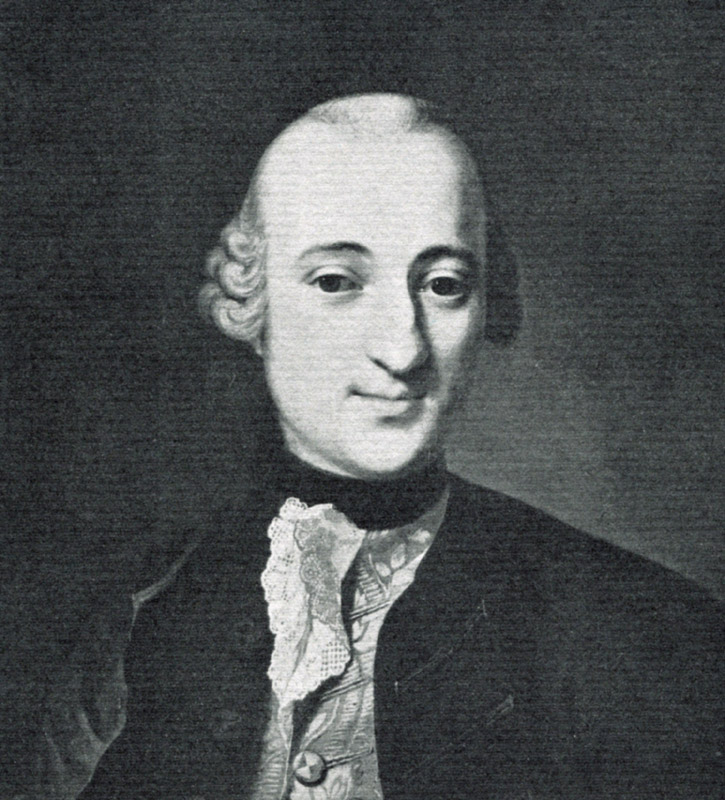
Johann Justus Merck

Johann Justus Merck (* 2. Dezember 1727 in Darmstadt; † 14. Juni 1758 ebenda) war ein deutscher Apotheker.

## Leben und Wirken
Merck war der Sohn des Apothekers Johann Franz Merck (1687–1741) und dessen Ehefrau Elisabeth Catharina Münch (1689–1737). Am 28. November 1754 heiratete er in Darmstadt Anna Sophie Adolphine Dern (1736–1758), Tochter des Georg Andreas Dern (1692–1743) und der Anna Maria Sidonia Lang. Aus der Ehe stammt der Sohn Johann Anton (1756–1805).
Merck erhielt seine pharmazeutische Ausbildung bei Hofapothekern in Dresden und Stuttgart. Sein Lehrvertrag aus dem Jahr 1744 enthielt die Vereinbarung „So will ich zuvörderst aber Gott und Sein heiliges Wort hochhalten nicht mit leichtfertiger Gesellschaft spielen, mich auch allem leichtfertigen und üppigen Wesen gänzlich entschlagen, mein Gemüthe einig und allein Gott zur löblichen Apotheker-Kunst wenden“ 1754 erhielt er das landgräfliche Apothekenprivileg. Damit wurde er in vierter Generation der Inhaber der Darmstädter Engel-Apotheke. Mit seinem Tod im Jahre 1758 war zunächst noch kein Nachfolger da, denn sein Sohn Johann Anton war gerade zwei Jahre alt. Großvater Johann Franz hat die Familie „wohlversorgt gelassen“ und das vererbliche Apothekenprivileg wurde durch den Landgrafen unter Schutz gestellt und „confirmirt, solange dessen Apotheck in gutem und wesentlichem Stand erhalten werden wird.“ Die Leitung der Apotheke übernahm ein Provisor. 1780, nach einer ungewöhnlich vielseitigen Ausbildung, übernahm Johann Anton die Apotheke.